# Synagoga Kitajewska w Mińsku
Synagoga Kitajewska w Mińsku (biał. Кітаеўская сінагога) – żydowska bóżnica znajdująca się na Troickim Przedmieściu w Mińsku przy ul. Bogdanowicza 9A.

## Historia
Zbudowana na początku XIX wieku (według innych źródeł w 1874) znajdowała się na terenie Troickiego Przedmieścia będąc głównym domem modlitwy dla mieszkańców starego miasta. W latach siedemdziesiątych XX wieku gruntownie odnowiona i przekazana pod Muzeum Natury (biał. Дом прыроды).